# Concerto per violino e orchestra (Nielsen)
Il Concerto per violino e orchestra op. 33 di Carl Nielsen è una composizione scritta nel 1911.

## Genesi
Il Concerto per violino fu composto da Carl Nielsen nel 1911; l'autore ne diede la notizia a un suo amico, il poeta Max Brod, in una lettera: «Ho quindi scritto un concerto per violino. Un tempo suonavo il violino e sono venticinque anni che penso quasi ogni anno di scrivere un concerto per questo strumento». In effetti, al pari del coetaneo Jean Sibelius, il compositore danese era un abile violinista, che amava suonare spesso in quartetto; alla produzione quartettistica, del resto, aveva cominciato a dedicarsi fin da giovanissimo e il suo incontro con Niels Gade avvenne nel 1883 allorché volle sottoporgli appunto un quartetto recentemente composto. La difficoltà di approccio al concerto per violino per Nielsen non dipendeva dunque da una mancanza di conoscenza delle risorse tecniche dello strumento, tutt’altro. Forse il suo genio creativo era in qualche modo frenato dalla soluzione di problemi formali che ostacolavano il libero scorrere delle idee e lasciavano il compositore insoddisfatto, o forse fu la pressione da parte delle aspettative del pubblico a inibire l’ispirazione, ma questa seconda ipotesi sembra poco probabile per un compositore come Nielsen che mirava a scrivere musica secondo il suo stile originale e personale, senza cercare il facile applauso del pubblico. Certamente un aiuto alla stesura del concerto Nielsen lo ebbe dal violinista di origine ungherese Emil Telmányi, che sarebbe poi divenuto suo genero, il quale gli fornì preziose indicazioni nell’elaborazione della parte solistica. La prima esecuzione del Concerto per violino avvenne il 28 febbraio 1912 a Copenhagen sotto la direzione dell’autore, mentre la parte solistica spettò al violinista danese Peder Møller; successivamente altri eminenti violinisti si cimentarono con il concerto, tra cui lo stesso Telmányi, Carl Flesch, Tibor Varga e Yehudi Menuhin. Curiosamente, Nielsen si sarebbe andato ad aggiungere all’elenco dei grandi compositori,  tra cui Beethoven, Schumann, Brahms, Čajkovskij, Dvořák, Sibelius, Stravinskij, Schönberg, Berg, Walton, Britten, Barber e William Schuman, che nella loro carriera avrebbero scritto un unico concerto per violino, dando luogo in tal modo a una vera e propria tradizione.

## Struttura
Non diversamente da Sibelius, nel comporre il proprio concerto per violino Nielsen dimostra di saper affrontare la forma ed il linguaggio di stampo romantico, impiegando elementi della florida tradizione violinistica europea senza tuttavia rinunciare alla propria personalità musicale. Così, pur attenendosi all’adozione della convenzionale orchestra romantica, il compositore danese rivela la propria originalità suddividendo la composizione in due movimenti (in luogo dei tradizionali tre ripartiti in Allegro - Adagio - Allegro), ciascuno dei quali articolato in una sezione lenta ed in un’altra più veloce che si susseguono senza interruzioni.
- I. Praeludium. Largo - Allegro cavalleresco - Più presto

Nel primo movimento la sezione introduttiva in tempo lento è indicata come preludio; essa può ricordare la prima parte del primo movimento della Quinta Sinfonia, richiamante a sua volta l’idea di un preludio. La successiva sezione in tempo più vivace è dominata dal principio della tonalità progressiva. Questo principio rivela l’esistenza di una qualche relazione di Nielsen con l’impressionismo; ma non l’impressionismo continentale, francese (che può rinvenirsi in Pan e Syrinx) bensì quello per così dire celtico - insulare (segnatamente inglese) proprio a voler precisare l’adesione più fisica e organica alla realtà naturale, alla sua proiezione arcaica e materica.
- II. Poco adagio - Rondò. Allegretto scherzando

Nel secondo movimento, non diversamente dal primo, al solista Nielsen affianca un’orchestra che, malgrado il suo grande organico, talora appare all’ascolto di dimensioni cameristiche, forse un’anticipazione dell’interesse crescente per le sonorità pure che si rinverrà più avanti nella Sesta Sinfonia. Nella sezione finale Nielsen combina con raro senso dell’armonia le varie forme degli sbalzi di umore (dal malinconico al sentimentale, al baldanzoso, financo allo sfrenato) di uno spirito mutevole e capriccioso.

## Discografia parziale
- Jonathan Carney; Bournemouth Symphony Orchestra, Kees Bakels (Naxos)
- Cho-Liang Lin; Swedish Radio Symphony Orchestra, Esa-Pekka Salonen (Sony BMG)
- Dong-Suk Kang; Göteborgs Symfoniker, Myung-Whun Chung (BIS)
- Vilde Frang; Danish National Symphony Orchestra, Eivind Gullberg Jensen (EMI)
- Henrik Hannisdal; Norwegian Radio Orchestra, Terje Mikkelsen (Finlandia Records)
- Kim Sjøgren; Danish Radio Symphony Orchestra, Michael Schønwandt (Chandos)
- Arve Tellefsen, Danish Radio Symphony Orchestra, Herbert Blomsted (EMI)
- Emil Telmányi; Royal Danish Orchestra, Egisto Tango (Danacord)
- Maxim Vengerov; Chicago Symphony Orchestra, Daniel Barenboim (Teldec)